# Madame wünscht keine Kinder (1926)
Madame wünscht keine Kinder ist deutsche Stummfilmkomödie von Alexander Korda mit Maria Corda und Harry Liedtke in den Hauptrollen. Die bis dahin weitgehend unbekannte Marlene Dietrich hatte hier eine kurze Tanzszene mit ihrem britischen Filmpartner John Loder. Der Film basiert auf dem Roman Madame ne veut pas d'enfants (1924) des Franzosen Clément Vautel.

## Handlung
Paul Le Barroy ist ein junger Rechtsanwalt, vom Leben und seiner Hausdiener verwöhnt und mit einer ausgesprochen liebenswerten Freundin namens Louise Bonvin verwöhnt – kurz, es fehlt ihm nichts, um wahrhaft glücklich zu sein. In einem Anfall von Übermut kommt der eingefleischte Junggeselle auf die Idee, dass es jetzt Zeit wäre, endlich zu heiraten. Sein Diener ist über diesen Sinneswandel ebenso verblüfft wie Pauls Freunde. Eigentlich hat Paul doch alles, warum also will er sein Leben grundlegend auf den Kopf stellen? Eine junge Frau aus bester Gesellschaft, mit der er seinen Plan durchführen könnte, ist schnell gefunden: Sie heißt Elyane Parizot, ist lebenslustig und liebt es zu tanzen. Auch im Geldausgeben ist sie großartig; für ihre Kleider und Pelze gibt sie Unsummen aus. Elyane besitzt mit Lulu überdies noch eine blutjunge Schwester, und ihre Mutter ist eine ebenso begeisterte wie ausdauernde Charleston-Tänzerin. Es dauert nicht lang, da sind Paul und Elyane miteinander verlobt. Seine bisherige Freundin Louise, die eine gutbürgerliche Artistin ist und nicht mehr in Pauls Vorstellung eines mondänen Lebens gepasst hätte, bleibt verlassen zurück. Sie, die ein außerordentlich liebes und anständiges aber auch ein wenig zu braves Mädchen ist, macht Paul bei seinem Abschiedsbesuch seinen Abgang aus ihrer beider bisherigen Leben so leicht wie möglich.
Die Schattenseiten seiner turbulenten Verbindung mit seiner Zukünftigen bekommt Paul rasch zu spüren. Elyanes Vorstellung von Leben ist eine Existenz auf der Überholspur: Partymachen ist ständig angesagt. Man besucht Bars und tanzt wie entfesselt Charleston zur Jazzkapelle, der Champagner fließt ins Strömen, und selbst auf der Hochzeitsreise, die das junge Paar bis nach Venedig, Rom, zu den Pyramiden in Ägypten und die die Schweizer Berge führt, ist rund um die Uhr Elyanes Vergnügungssucht ton- und taktangebend. Ihre nicht minder dynamische Schwester Lulu und die tanzsüchtige Mutter befeuern sogar noch Elyanes Feierwut, während der brave Paul sich langsam an die behagliche Zweisamkeit mit Louise zurücksehnt. Um Elyanes unbändige Lebensauffassung nicht zu behindern, verlangt deren Mutter sogar, dass ihr Schwiegersohn ihr schwöre, nie ein braves Hausmütterchen aus seiner Braut zu machen. Sie solle sowohl ihre Linie als auch ihre Ungezwungenheit behalten. Oder mit anderen Worten, wie der Filmtitel verrät: „Madame wünscht keine Kinder“.
Eines Abends aber hat Paul von allem die Nase voll. Als irgendein Typ aus der Provinz alle drei Frauen in einem Nachtlokal anbaggert und so tut, als seien die Dämchen „Käufliche“, stellt Paul den Mann zur Rede. Der ist ganz erstaunt über Pauls Eingreifen, sind für ihn die stark geschminkten und tief dekolletierten Elyane, Lulu und beider Mutter mit ihren ultrakurzen Röckchen doch eindeutig leichtlebige Frauen, also „Kokotten“ und „Flittchen“, die eine solche Behandlung verdienen. Da fällt bei Paul der Groschen. Der Fremde hat Recht! Die ewigen Nachtclub-Besuche, ständig dieselbe Jazzmusik und die endlosen Gelage führen bei ihm zu sich auftürmenden Rechnungen, ständige Unausgeschlafenheit und eine riesengroße Unzufriedenheit mit seinem jetzigen Leben. Und dass Elyane sich gegen eine Mutterschaft sträubt, gibt ihm ebenfalls zu denken. Paul knöpft sich nun seine Gattin vor und hält ihr eine handfeste Moralpredigt. So könne es nicht weitergehen, sagt er. Wütend verlässt Paul seine Wohnung … und geht zu Louises Wohnung.
Elyane ahnt nichts von alldem und nimmt an, dass ihr Mann, von dem sie solche Zorneswallungen nicht gewohnt ist, sich schon sicher beruhigen werde und bereits zu Bett gegangen ist. Aber am darauf folgenden Morgen ist das Ehebett leer, und Elyane nimmt an, dass ihr Paul sie betrügt. Sie durchstöbert seinen Schreibtisch auf der Suche nach Spuren. Da fällt ihr eine Visitenkarte Louise Bonvins mit einem liebevollen Abschiedsgruß in die Hand. Elyane rast vor Eifersucht. Sie greift eine Pistole aus dem Schreibtisch und eilt zu Louises Wohnung. Paul hat dort Louise nicht angetroffen, denn die ist derzeit verreist. So hatte er die Nacht damit verbracht, über seine Ehe nachzudenken und ist am Morgen, wie der Rechtsanwalt es immer tut, ins Gericht gegangen. Als Elyane eintrifft, kehrt auch Louise gerade heim. Elyane zielt mit der Waffe auf sie, wird aber, im übertragenen Sinne, von Louise wieder beruhigt, denn ihre Liebenswürdigkeit ist wortwörtlich „entwaffnend“. Elyanes Zofe verständigt inzwischen Paul über die dramatischen Ereignisse. Der rast zu Louises Wohnung, findet aber statt einer Leiche zwei vergnügte Frauen, die bei einer Schale Bonbons friedlich über den dernier cri in der Modewelt schwatzen. Louise ist es gelungen, Elyane davon zu überzeugen, dass von ihrer Seite keine Gefahr für Elyanes und Pauls Ehe drohe, da sie selber beabsichtige, zu heiraten. Selbst die Abneigung gegenüber einem Nachwuchs kann Louise Elyane ausreden. Und so heißt es neun Monate später: Madame hat ein Baby geboren!

## Produktionsnotizen, Veröffentlichung
Produktionsfirma war die Deutsche Vereins-Film AG (Berlin). Die Dreharbeiten fanden von Oktober bis November 1926 in den UFA-Ateliers in Berlin-Tempelhof statt. Karl Hartl übernahm die Produktionsleitung und war auch Kordas Regieassistent, Dietrichs Ehemann Rudolf Sieber übernahm die Aufnahmeleitung. Oskar Friedrich Werndorff entwarf die Filmbauten.
Die Uraufführung war am 14. Dezember 1926 in Berlins Capitol-Kino. Bilder von der Premiere sind enthalten in der Phoebus-Opel-Wochenschau Nr. 1287 von 1926.

## Kritik
„Béla Balázs pfiff auf sein Literatengepäck und ging unter die Erfolgsicheren, fabrizierte nach Clément Vautel ein Drehbuch mit dem bewährten Rezept der amerikanischen Gesellschaftskomödie, ließ es in Pariser Milieu von deutschen Darstellern spielen: und siehe da, er kreierte einen Erfolg für das internationale Publikum. Wenn man den strengsten Maßstab anlegt: man hat einen Film geschaffen, der sich den ausgefeiltesten Lustspielen Amerikas an die Seite stellen kann und trotzdem in Deutschland jedes Publikum unterhalten und belustigen wird. (…) Alexander Korda hatte bereits im vergangenen Jahr mit «Der Tänzer meiner Frau», die beste Gesellschaftskomödie der Saison geschaffen, auch in dieser Saison legitimiert er sich als der Regisseur der lustigsten Komödie, die wir bisher sahen. Korda und seine Mitarbeiter komponieren das Bild der europäischen «höheren» Gesellschaft – (mehr im Berliner als Pariser Stil) mit unfehlbarer Sicherheit. Das Trio einer jungen Mama mit ihren Töchtern wird im Salon von «gestern abend» entzückend persifliert. Die verrückten Geschöpfe sind ebenso liebenswert wie lächerlich. Werndorff stellt in geschmackvollen Bauten den großen Rahmen und Theodor Sparkuhl und Robert Baberske halten die Einstellungen Kordas … in ansprechender Weise fest. Die besten Wirkungen erzielt Korda in den wirbeligen Duetten der Hesterberg und Dina Gralla.“
„Wir haben bereits anläßlich der Interessenvorführung auf diesen Film hingewiesen und können nunmehr abschließend feststellen, daß er eines der entzückendsten und reizendsten Lustspiele ist, das wir in dieser Saison sehen konnten. Einer der Hauptvorzüge dieses Films ist sein ausgezeichnetes Manuskript von Béla Balázs und Karl Freud [sic!], das im besten amerikanischen Sinne keine Probleme konstruiert, sondern sich mit einem Zeitproblem befaßt. (…) Dieser Film ist ein Pendant zu «Kreuzzug des Weibes». Während aber im «Kreuzzug des Weibes» infolge unserer bürgerlichen Moral das Problem stilisiert aufgefaßt werden mußte, konnte die Darstellung und Regie von Alexander Korda das Thema dieses Films, zwar filmisch übertrieben, aber im Grunde doch realistisch, auf die Leinwand bringen. Selbst der eingefleischteste Junggeselle bekommt nach diesem Film Lust zu heiraten, und auch derjenige, der für eine Bevölkerungsrationierung eintritt, wird zwar nicht verstandsmäßig, aber doch rein gefühlsmäßig bekehrt.“
„Ein Pariser Schwank mit großen Toiletten, schönen Frauen, eleganten Kavalieren und, man wird es nicht glauben, mit einer deutschen Moral. Diese leichtgeschürzte Komödie mit dem leichtsinnigen Titel endet mit einem Loblied auf den Kindersegen. (…) Eine übermäßige Handlung hat das Manuskript, das Béla Balázs für den Film bearbeitet hat, nicht. Man spürt, daß es ein Konversationsdrama ist, trotzdem sind so viele reizvolle filmisch wirksame Episoden hinübergerettet worden, daß der Fluß der Ereignisse nicht gestört wird. (…) Alexander Korda hat den Film auf wirksame Episoden hin inszeniert und den Mangel an dramatischen Effekten durch reizende Ausschnitte aus einem irre gewordenen, hypereleganten Gesellschaftsleben ersetzt. Es ist weniger ein Film, der mit großer Meisterschaft vom Regisseur behandelt ist, als vielmehr mit einer unversiegbar guten Laune inszeniert ist. Und das teilt sich dem Publikum fraglos mit. Der Film ist um Maria Corda herum geschrieben, und sie enttäuscht nicht. (…) Dekorativ ist der Film von Werndorff äußerst geschmackvoll gemacht. Mehr zu zeigen hat er nicht Gelegenheit gehabt. Uneingeschränkt doppelt unterstrichenes Lob verdient die Pariser Modefirma, die die Damen angezogen hat. (…) Die Photographie von Sparkuhl und Baberske ausgezeichnet. Schmidt-Gentners Musik schmissig, gutgelaunt und mit Gefühl mitgehend. Ein Publikumserfolg, ein erfreulicher Schwankfilm.“
„Von den deutschen Mittelfilmen ist dieser Schwank der beste seit langem, mit dem größten Kino- und Unterhaltungstalent inszeniert. Damit soll nicht behauptet werden, daß er irgendwie bereits ein Ideal seiner Gattung sei. Es sind unangenehme Wiederholungen, Übertreibungen, Verdeutlichungen darin, Fehler und Vulgaritäten stören, aber es ist auch ein Griff, ein Zupacken da, und man spürt deutlich, daß sich hier jemand auf Filmwirkungen versteht. (…) Die Tanzsphäre ist sehr lustig getroffen. Maria Corda mit der Schwester (Dina Gralla) und der Mutter (Trude Hesterberg) bewegen sich mit einer ulkigen, harmlos-frivolen Anmut. Die Corda trägt die entzückendsten Kleider von Deuillet, und es ist ein Vergnügen, zu sehen, wie sie sie trägt. Freilich ist die Umkehr zum Häuslich-Mütterlichen nicht eben sehr glaubhaft; ihr besonderer Reiz und ihr Können liegen auf dem Gebiet eleganter und kindlich-verzogener Weiblichkeit. (…) Liedtke ist wirklich höchst sympathisch als häuslicher und kinderlieber Ehemann. Im ganzen ein großer Erfolg.“